# Mazars
Mazars er en fransk multinational revisionsvirksomhed med hovedkvarter i Rouen. De har over 47.000 ansatte i over 95 lande. I 2022 havde de en omsætning på 2,45 mia. euro. Mazars blev etableret i Rouen i 1945 af Robert Mazars.